# Focus (fietsenmerk)
Dit overzicht is mogelijk incompleet; u kunt helpen door het uit te breiden.

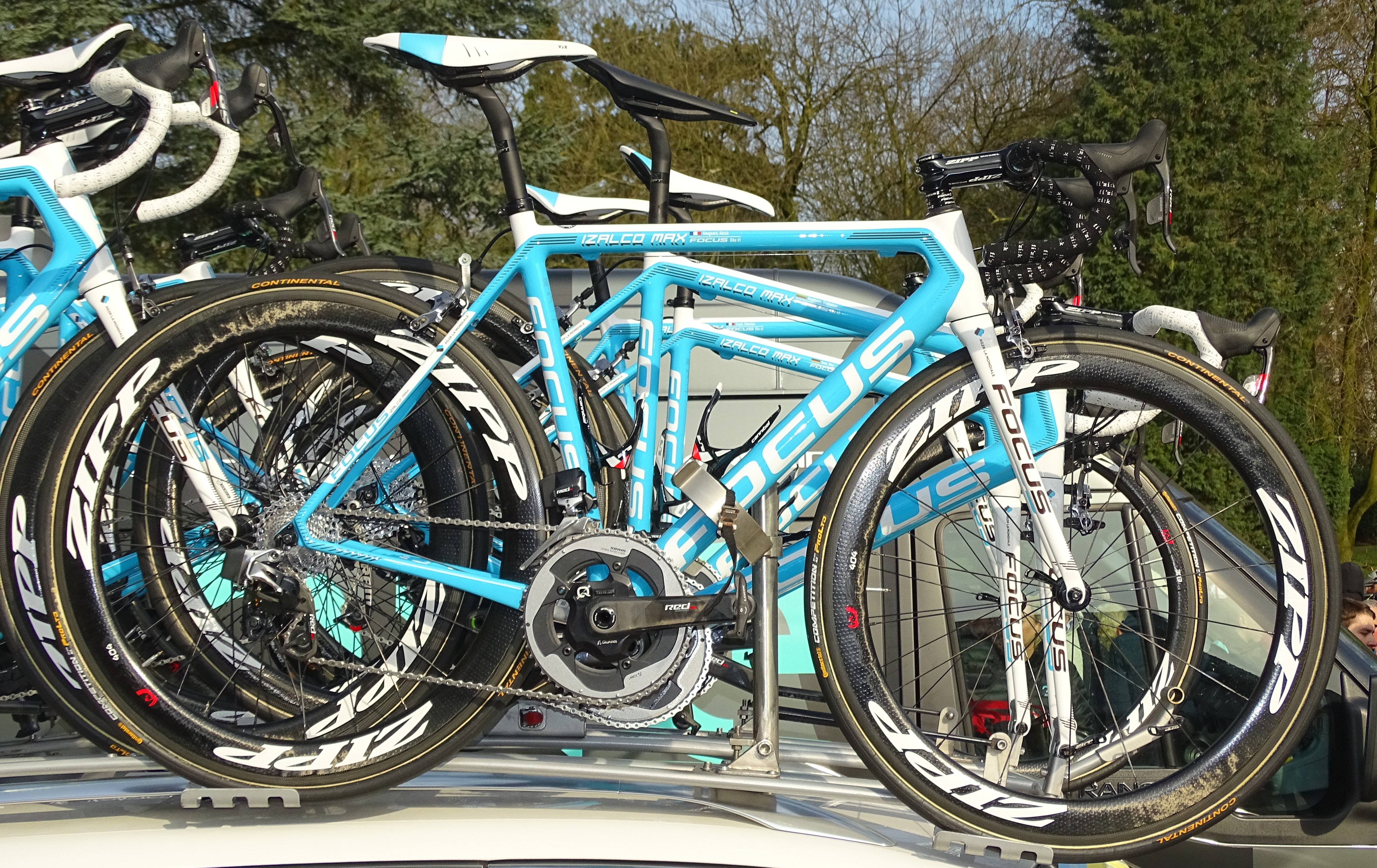

Focus Bikes is een Duitse fietsenfabrikant.
Het bedrijf werd in 1992 opgericht door de toenmalige wereldkampioen cyclocross Mike Kluge. Het hoofdkantoor ligt in Cloppenburg. Er worden sportfietsen zoals racefietsen en mountainbikes geproduceerd en op de markt gebracht.

## Ploegen in 2016
- AG2R La Mondiale
- Chambéry Cyclisme Formation